# 1964
Évszázadok: 19. század – 20. század – 21. század
Évtizedek: 1910-es évek – 1920-as évek – 1930-as évek – 1940-es évek – 1950-es évek – 1960-as évek – 1970-es évek – 1980-as évek – 1990-es évek – 2000-es évek – 2010-es évek
Évek: 1959 – 1960 – 1961 – 1962 –  1963 – 1964 – 1965 – 1966 – 1967 – 1968 – 1969

## Események
- január 31. – A Magyar Televízióban először kerül adásba az ismeretterjesztő tudományos híradó, a Delta.[1]
- március 5. – A csehszlovák nemzetgyűlés elfogadja a polgári törvénykönyvet.[2]
- március 8. – Karol Wojtyła érseki beiktatása a Wawelben.[3]
- március 27. – Az ún. nagypénteki földrengés Alaszka déli partjainál.
- március 31. – Miután João Goulart brazil elnök egy riói nagygyűlésen bejelenti az átfogó államosítási programját a hadsereg fellázad ellene. (Két nappal később a szomszédos Uruguayba menekül.)[4]
- április 17–20. – A csehszlovák koncepciós perek egyik felelősének, Rudolf Barák korábbi belügyminiszternek a pere, akit törvénysértő eljárás vádjával 15 évi börtönbüntetésre ítélnek.[5]
- április 22. – New York Cityben, a New York-i Világkiállítás megnyitásánál néhány vietnámi háború ellen tiltakozó, ülősztrájkot tartó fiatalt először neveznek hippinek az amerikai tévében, a kifejezés ezután kap ismertséget.
- május 24. – Tragédia a limai Nemzeti Stadionban, több száz ember veszti életét a meccs során kitört pánik és zavargás következtében.
- május 28. – Jeruzsálemben a Palesztin Nemzeti Kongresszus megalakítja a PFSZ-t.
- június 14. – A „legeredményesebb” nemzetgyűlési választások Csehszlovákiában, ahol a választók 99,99%-a szavaz a Nemzeti Front jelöltjeire.[6]
- július 31. – A Tonkini incidens kezdete.
- augusztus 1. – Manlio Brosio az új NATO–főtitkár.[7]
- augusztus 10. – Szalima Masamba mohéli királynőt a franciaországi Pesmes Szent Hilár templomában örök nyugalomra helyezik.
- szeptember 11–16. – Tito Budapesten tárgyal.[8]
- szeptember 20–23. – I. Hailé Szelasszié etióp császár hivatalos látogatáson Magyarországon tartózkodik.[9]
- szeptember 17. – Jugoszláv együttműködési egyezmény a KGST-vel.[10]
- október 11. – Kádár János a magyar párt- és kormányküldöttség élén egyhetes látogatásra Lengyelországba utazik. (Október 18-án tér haza.)
- október 12. – Moszkvában ülésezik az SZKP Központi Bizottságának Elnöksége – Nyikita Hruscsov távollétében –, ahol Mihail Szuszlov, a párt fő ideológusa, Alekszandr Selepin, a Szovjetunió Minisztertanácsa elnökének első helyettese, valamint Nyikolaj Ignatov, az Oroszországi Szovjet Szocialista Szövetségi Köztársaság Legfelsőbb Tanácsa Elnökségének elnöke Hruscsovnak minden tisztségéből való felmentését javasolják, és az ebben az időben az abháziai Picundában üdülő Hruscsovot hivatalos ürüggyel szabadsága megszakítására ösztönzik.
- október 13. – Hruscsov Moszkvába érkezik, és megkezdődik az SZKP KB Elnökségének kibővített ülése, amelyen Hruscsov is megjelenik, amikor is Anasztaz Mikojan államfő, a Szovjetunió Legfelsőbb Tanácsa Elnökségének elnöke kivételével heves vitában kikelnek Hruscsov ellen, és a távozását kívánják. (Bár Hruscsov értesült az ellene szőtt, kis októberi forradalomnak csúfolt összeesküvésről, mégsem tett ellene semmit, ennek ellenére meglepetésként éri a heves reakció, és először még harciasan visszatámadva nem fogadja el, hogy saját akaratából távozzon a hatalomból, azonban estére megváltoztatja véleményét, és belenyugszik a plénum döntésébe.)
- október 14. – Az SZKP KB Elnöksége az SZKP Központi Bizottságához fordul azzal a kéréssel, hogy Hruscsovot „idős korával és megromlott egészségi állapotával” való indoklással minden párt- és állami funkciójából mozdítsa el,[11] amibe Hruscsov látszólag rezignáltan beleegyezik.
- október 15.
  - Hruscsov helyére első titkárnak az SZKP KB Leonyid Brezsnyevet nevezi ki, míg a minisztertanács elnökévé (kormányfő) a Szovjetunió Legfelsőbb Tanácsa Elnöksége Alekszej Koszigint teszi meg. (Brezsnyev 1977-től a Szovjetunió államfője lesz, és a haláláig, 1982-ig tölti be a tisztségeit, míg Koszigin a súlyos betegsége miatti lemondásáig, azaz 1980-ig marad a pozíciójában, de két hónappal később elhunyt még abban az évben.)
  - Nagy-Britanniában a Harold Wilson vezette Munkáspárt nyeri a választásokat. (Wilson 48 évesen az addigi hét évtized legfiatalabb kormányfőjeként lépett hivatalba.)[12]
- október 16.
  - Az első kínai atomrobbantás.[7]
  - Az MSZMP Politikai Bizottsága Biszku Béla vezetésével Kádár János távollétében a szovjet eseményeket tárgyalja meg.
  - Nagy-Britanniában II. Erzsébet királynő Harold Wilson munkáspárti vezetőnek ad miniszterelnöki felhatalmazást. (Wilson 1970-ig tölti be a kormányfői tisztséget.)[13]
- október 18. – Kádár János vonattal hazaérkezik Budapestre Lengyelországból, és a Nyugati pályaudvar előtt nagy közönség jelenlétében beszédet mond, amit a Magyar Rádió élő egyenes adásban közvetít, és melyben Kádár kitér Hruscsov leváltására is, és Hruscsov érdemeit méltatva értékeli az új helyzetet.
- november 12.
  - I. Sarolta luxemburgi nagyhercegnő lemond a trónról a fia, I. János javára.[13] (Uralkodik 2000-ig, a lemondásáig.)
  - Ismét Antonín Novotnýt választják Csehszlovákia köztársasági elnökévé.[14] (Novotný 1968-ig, a leváltásáig tölti be az államfői tisztséget.)
- november 21. – Budapesten felavatják az új Erzsébet hidat.[15] (Tervezője Sávoly Pál.)
- december 7–13. – A Jugoszláv Kommunisták Szövetségének (JKSZ) VIII. kongresszusa. (A második világháború óta először vitatják meg nyilvánosan a nemzetek közötti viszonyokat, továbbá a JKSZ egyik fő feladatául a nacionalizmus elleni harcot jelölik meg.)[16]

## Az év témái

### 1964 az irodalomban
- Isaac Asimov: Acélbarlangok
- Április 11-ét, József Attila magyar költő születésnapját a Magyar költészet napjává nyilvánították.

### 1964 a sportban
- január 29. – február 9. IX. Téli olimpiai játékok Innsbruckban. 36 ország részvételével.
- október 10. – október 24. XVIII. Nyári olimpiai játékok Tokióban. 93 ország részvételével.
- John Surtees nyeri a Formula–1 világbajnokságot a Ferrari csapattal.
- A Ferencváros nyeri az NB1-et. Ez a klub 19. bajnoki címe.

### 1964 a tudományban
- október 6. – Felbocsátják a Kozmosz–47-et. (Ez volt a Voszhod űrtrojka ember nélküli főpróbája. Az űrhajó másnap sikeresen földet ért a Szovjetunió előre megadott területén.)[17]
- október 12. – Fellövik a szovjet Voszhod–1 űrhajót Bajkonurból.[17]
- november 28. – A Mariner–4 elindul a floridai Cape Canaveral űrközpontból a Mars felé.

### 1964 a zenében
- január 1: A BBC elindítja az Egyesült Királyságban a Top of the Pops-t, a világ leghosszabb időn keresztül sugárzott és egyik legközismertebb könnyűzenei műsorát.

#### Fontosabb külföldi albumok
- The Beatles: A Hard Day’s Night, Beatles for Sale, Meet the Beatles
- The Beach Boys: Shut Down Volume 2 / All Summer Long / The Beach Boys’ Christmas Album
- Simon and Garfunkel:  Wednesday Morning, 3 A.M.
- Bob Dylan: The Times They Are A-Changin’, Another Side of Bob Dylan
- The Rolling Stones: The Rolling Stones / 12 X 5
- The Kinks: The Kinks
- The Animals: The Animals / The Animals
- Frank Sinatra: Sinatra Sings Days of Wine and Roses, Moon River, and Other Academy Award Winners / America, I Hear You Singing / It Might as Well Be Swing / 12 Songs of Christmas / Softly, as I Leave You

## Születések
- január 7. – Nicolas Cage amerikai színész
- január 17. – Michelle Obama, Barack Obama felesége
- január 23. – Mariska Hargitay, amerikai filmszínésznő
- január 29. – Schnell Ádám, Jászai Mari-díjas magyar színész, érdemes művész
- február 3. – Görög László, Jászai Mari-díjas magyar színész
- február 8. – Szulák Andrea, színésznő, énekesnő, műsorvezető
- február 15. – Chris Farley, amerikai színész komikus († 1997)
- február 27. – Für Anikó, Jászai Mari-díjas magyar színésznő, érdemes művész
- március 9. – Juliette Binoche francia színésznő
- március 10. – Eduárd edinburgh-i herceg II. Erzsébet brit királynő és Fülöp edinburgh-i herceg negyedik gyermeke és harmadik fia.
- március 17. – Rob Lowe, amerikai színész
- március 25. – Bochkor Gábor, magyar műsorvezető
- március 27. – Kispál András gitáros, zeneszerző
- március 30. – Tracy Chapman amerikai fekete bőrű zeneszerző, énekesnő
- április 3. – Marco Ballotta, olasz labdarúgó
- április 6. – David Woodard, amerikai karmester és író
- április 7. – Russell Crowe filmszínész
- április 29. – Federico Castelluccio, olasz-amerikai színész, festőművész
- április 29. – Varnus Xavér magyar orgonaművész, író
- május 2. – Mészáros Zoltán, magyar színész-rendező
- május 3. – Oberfrank Pál, Jászai Mari-díjas magyar színész
- május 4. – Máthé Zsuzsa festőművész
- május 7. – Hiller István történész, politikus, az MSZP volt elnöke
- május 16. – Bérces Edit ultramaratoni futó, világcsúcstartó, világ- és Európa-bajnok
- május 25. – Molnár Miklós jogtudós, közigazgatási jogász, ügyvéd († 2016)
- május 26. – Tobias Künzel, a Die Prinzen nevű német együttes frontembere és billentyűse
- június 3. – Féderer Ágnes újságíró († 2022)
- június 7. – Székely János teológus
- június 15. – Michael Laudrup dán labdarúgó, edző
- június 20. – Hevesi Tamás, magyar énekes
- július 11. – Tardos Gábor, magyar matematikus
- július 16. – Nino Burdzsanadze, grúz politikus
- július 17. – Heather Langenkamp, amerikai színésznő
- július 20. – Chris Cornell,  amerikai rockzenész, dalszerző († 2017)
- július 26. – Bogár János ultramaratoni futó
- július 26. – Sandra Bullock amerikai filmszínésznő
- július 31. – C. C. Catch, német popénekesnő
- augusztus 8. – Keresztes Ildikó énekesnő, színésznő
- augusztus 27. – Gundel Takács Gábor újságíró, műsorvezető, sportriporter, kommentátor
- szeptember 2. – Keanu Reeves angol-kanadai színész
- szeptember 20. – Szalai Miklós, történész, a fiatal nemzedékhez tartozó egyik legismertebb vallásfilozófiával foglalkozó magyar ateista filozófus
- szeptember 20. – Vörös István, József Attila-díjas költő, prózaíró, kritikus, irodalomtörténész, esszéista
- szeptember 22. – Gécsek Tibor kalapácsvető
- október 2. – Vitalie Vrabie moldovai közigazgatási-, majd védelmi miniszter
- november 20. – Katharina Böhm svájci színésznő
- december 23. – Eddie Vedder, amerikai zenész, a Pearl Jam énekese

## Halálozások
- február 8. – Ernst Kretschmer, német pszichiáter (* 1888)
- február 14. – Csathó Kálmán, író, rendező (* 1881)
- február 26. – Károlyi Józsefné üzletasszony, színházigazgató, embermentő (* 1892)
- március 10. – Dallos Sándor, író (* 1901)
- március 18. – Norbert Wiener, amerikai matematikus (* 1894)
- március 23. – Peter Lorre, magyar származású amerikai színész (* 1904)
- április 5. – Douglas MacArthur, az USA tábornoka (* 1880)
- április 10. – Beke Ödön nyelvész, finnugrista, az MTA tagja (* 1883)
- május 27. – Dzsaváharlál Nehru, India miniszterelnöke (* 1889)
- május 30. – Szilárd Leó, fizikus (*  1898)
- június 3. – Frans Eemil Sillanpää, Nobel-díjas finn író (* 1888)
- augusztus 7. – Szalima Masamba mohéli királynő (* 1874)
- augusztus 17. – Inántsy-Pap Elemér magyar ügyvéd, kincstári ügyész, miniszteri osztályfőnök, országgyűlési képviselő (* 1881)
- szeptember 1. – Joachim Ferenc, festőművész (* 1882)
- szeptember 1. – Szüdi György, József Attila-díjas költő (* 1909)
- szeptember 12. – Fitz József, könyvtáros, nyomdászattörténész (* 1888)
- szeptember 18. – Seán O’Casey, ír drámaíró (* 1880)
- szeptember 29. – Csurka Péter, újságíró, író (* 1894)
- október 15. – Cole Porter, amerikai zeneszerző (* 1891)
- október 20. – Herbert Hoover, az USA 31. elnöke (* 1874)
- október 28. – Szabó Károly műszerész, 1944-ben a svéd követségen Raoul Wallenberg munkatársa (* 1916)
- november 21. – Hanzó Lajos, Kossuth-díjas magyar történész, pedagógus (* 1915)
- november 24. – Mányai Lajos, színművész (* 1912)

## Nobel-díjasok
- A Nobel-díjat a svéd Alfred Nobel alapította, 1901 óta adják át, melyet a Svéd Királyi Tudományos Akadémia ítél oda a tudomány, az irodalom és humanitárius területen kimagasló eredményt elért magánszemélyeknek, illetve intézményeknek.

| Fizikai            | Charles Hard Townes, Nyikolaj Basov, Alekszander Prokorov |
| Kémiai             | Dorothy Hodgkin                                           |
| Orvosi-fiziológiai | Konrad Emil Bloch, Feodor Lynen                           |
| Irodalmi           | Jean-Paul Sartre (nem vette át)                           |
| Béke               | Martin Luther King                                        |